# Pistáciová zmrzlina

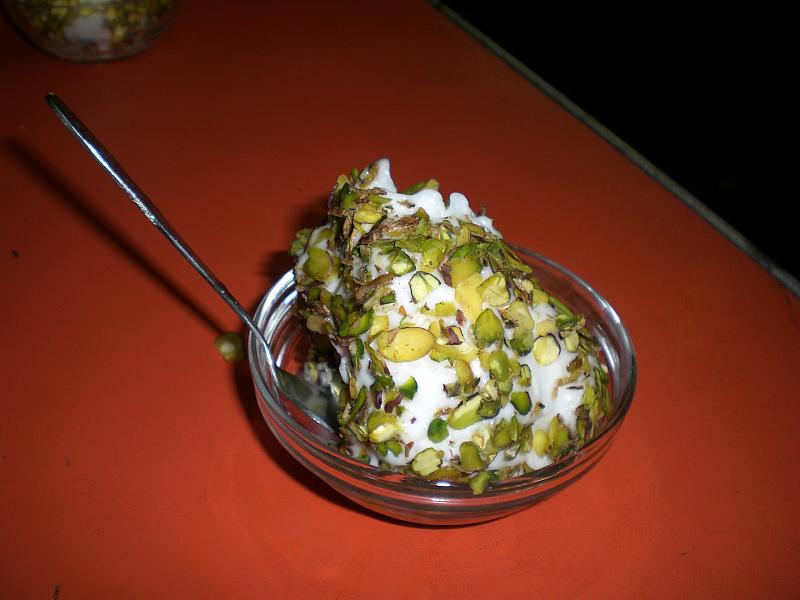
Syrská zmrzlina booza s pistáciema

Pistáciová zmrzlina patří mezi nejpopulárnější příchutě zmrzliny. Bývá obvykle založena na smetanovém základě (základě ze smetany, cukru a vajec), ke kterému jsou přidány pistácie. Mívá béžovou barvu s lehkým zeleným odstínem, méně kvalitní zmrzliny používající umělá barviva nicméně často mívají barvu sytě zelenou.
V některých arabských zemích je podávána pistáciová zmrzlina jako mastichová zmrzlina (tuhá elastická zmrzlina z mastichové pryskyřice), zvlášť proslulá je zmrzlinárna Bakdaš podávající mastichovou zmrzlinu booza ve starém městě v Damašku v Sýrii.
Po roce 2024 se v mnoha zemích stala populární také zmrzlina z dubajské čokolády, čokoládového dezertu z pistáciové pasty a arabského dezertu kanafeh.